# Rolf Hößelbarth
Rolf Hößelbarth (* 27. Januar 1931 in Crimmitschau; † 16. Dezember 1989) war ein deutscher Gewerkschaftsfunktionär (FDGB). Er war Vorsitzender der Gewerkschaft der Mitarbeiter der Staatsorgane und der Kommunalwirtschaft.

## Leben
Der Sohn einer Arbeiterfamilie erlernte nach dem Besuch der Grund- und Mittelschule den Beruf des Färbers. Im Jahr 1947 wurde er Mitglied des FDGB, 1951 der SED. Von 1950 bis 1953 studierte er an der Textilfachschule in Forst, die er als Textilingenieur abschloss. Von 1955 bis 1957 arbeitete er als Färbermeister in Forst, Neustadt und Gera. Nach dem Besuch der Bezirksparteischule in Gera 1957/58 wirkte er von 1958 bis 1960 als stellvertretender Vorsitzender des Bezirksvorstandes Gera der IG Textil Bekleidung Leder, von 1961 bis Februar 1980 als Sekretär (unter anderem für Arbeit und Löhne) des FDGB-Bezirksvorstandes Gera. Von 1964 bis 1967 studierte er an der Parteihochschule der KPdSU in Moskau mit Abschluss als Diplom-Gesellschaftswissenschaftler.
Vom 27. März 1980 bis 1989 war er Vorsitzender des Zentralvorstandes der Gewerkschaft der Mitarbeiter der Staatsorgane und der Kommunalwirtschaft (Nachfolger von Helmut Thiele) sowie Mitglied des FDGB-Bundesvorstandes.
Hößelbarth wurde 1979 mit dem Vaterländischen Verdienstorden in Bronze ausgezeichnet.

## Werk
- (zusammen mit Gerhard Opitz): Neuerertätigkeit in örtlichen Staatsorganen. Staatsverlag der Deutschen Demokratischen Republik, Berlin 1984.